# Rita Fontemanha
Rita Filipa Gonçalves Fontemanha, née le 13 novembre 1993, est une footballeuse internationale portugaise qui joue au poste de défenseur puis à celui de milieu de terrain, au sein du club portugais de Sporting CP (2020).

## Biographie
Native de la banlieue de Porto, dès son plus jeune âge, elle est encouragée par ses parents à faire du sport, elle et son frère qui a quatre ans de plus. Elle commence à jouer au tennis à l'âge de 4 ans jusqu'à ses 14 ans et commence le football au GD Colégio Internato dos Carvalhos, club de l'école où elle a étudie en 2005. Et entre le tennis et le football, il y a encore de la place pour des cours de natation.
Après un court passage au SC Salgueiros 08, elle suscite l'intérêt des responsables du Boavista FC.
En 2009, elle rejoint l'équipe des Panteras et y grandit pendant cinq saisons. Remportant la Coupe du Portugal 2012-13, marquant le deuxième but de son équipe. Fan de Xavi, Iniesta et de João Moutinho, elle brille sur les pelouses portugaises. Cependant la jeune femme combine le football avec des études à l'Université catholique, en suivant des cours de droit. En janvier 2010 elle est appelée à faire partie de la sélection de l'AF Porto U17.
Ce passage parmi les Panteras lui ouvre les portes de l'étranger et elle part jouer deux saisons à l'Atlético Madrid.
Au Sporting CP depuis le retour du club au football féminin, elle a accumulé cinq titres de championne. Joueuse de formation défensive, elle est également capable de jouer milieu de terrain, elle accumule plus de quatre-vingt matchs en vert et blanc.
Internationale portugaise depuis les moins de 19 ans, avec lesquelles elle a participé au Championnat d'Europe 2012, où le Portugal a atteint les demi-finales.

## Statistiques

### En club
| Saison                | Club                  | Championnat           | Championnat | Championnat | Coupe(s) nationale(s) | Coupe(s) nationale(s) | Compétition(s) continentale(s) | Compétition(s) continentale(s) | Compétition(s) continentale(s) | Sélection | Sélection | Sélection | Total | Total |
| Saison                | Club                  | Division              | M.          | B.          | M.                    | B.                    | Comp.                          | M.                             | B.                             | Équipe    | M.        | B.        | M.    | B.    |
| 2009-10               | Boavista FC           | Nacional Feminino     | 1           | 0           | 2                     | 0                     | -                              | 0                              | 0                              | U19       | 2         | 0         | 5     | 0     |
| 2010-11               | Boavista FC           | Nacional Feminino     | 8           | 2           | 1                     | 0                     | -                              | 0                              | 0                              | U19       | 9         | 1         | 18    | 3     |
| 2011-12               | Boavista FC           | Nacional Feminino     | 9           | 3           | 1                     | 0                     | -                              | 0                              | 0                              | U19       | 11        | 1         | 21    | 4     |
| 2012-13               | Boavista FC           | Nacional Feminino     | 4           | 3           | 2                     | 1                     | -                              | 0                              | 0                              | -         | 0         | 0         | 6     | 4     |
| 2013-14               | Boavista FC           | Nacional Feminino     | -           | -           | -                     | -                     | -                              | 0                              | 0                              | -         | 0         | 0         | 0     | 0     |
| Sous-total            | Sous-total            | Sous-total            | 22          | 8           | 6                     | 1                     | -                              | 0                              | 0                              | -         | 22        | 2         | 50    | 11    |
| 2014-2015             | Atlético Madrid       | Primera Iberdrola     | 4           | 0           | -                     | -                     | -                              | 0                              | 0                              | -         | 0         | 0         | 4     | 0     |
| 2015-2016             | Atlético Madrid       | Primera Iberdrola     | 4           | 0           | 0                     | 0                     | LDC                            | 1                              | 0                              | A         | 2         | 0         | 7     | 0     |
| Sous-total            | Sous-total            | Sous-total            | 8           | 0           | 0                     | 0                     | -                              | 1                              | 0                              | -         | 2         | 0         | 11    | 0     |
| 2016-2017             | Sporting CP           | Liga Allianz          | 22          | 2           | 4                     | 0                     | -                              | 0                              | 0                              | -         | 0         | 0         | 26    | 2     |
| 2017-2018             | Sporting CP           | Liga Allianz          | 11          | 0           | 3                     | 1                     | LDC                            | 1                              | 0                              | -         | 0         | 0         | 15    | 1     |
| 2018-2019             | Sporting CP           | Liga BPI              | 10          | 1           | 1                     | 0                     | LDC                            | 2                              | 1                              | -         | 0         | 0         | 13    | 2     |
| 2018-2019             | Sporting CP B         | II Divisão Nacional   | 5           | 4           | 0                     | 0                     | -                              | 0                              | 0                              | -         | 0         | 0         | 5     | 4     |
| 2019-2020             | Sporting CP           | Liga BPI              | 13          | 3           | 0                     | 0                     | -                              | 0                              | 0                              | -         | 0         | 0         | 13    | 3     |
| 2020-2021             | Sporting CP           | Liga BPI              | 15          | 3           | 1                     | 0                     | -                              | 0                              | 0                              | -         | 0         | 0         | 16    | 3     |
| Sous-total            | Sous-total            | Sous-total            | 76          | 13          | 9                     | 1                     | -                              | 4                              | 1                              | -         | 0         | 0         | 89    | 15    |
| Total sur la carrière | Total sur la carrière | Total sur la carrière | 106         | 21          | 15                    | 2                     | -                              | 4                              | 1                              | -         | 24        | 2         | 149   | 26    |

Statistiques actualisées le 6 mai 2021

#### Matchs disputés en coupes continentales
| Matchs | Date             | Stade                            | Adversaire         | Résultat | Minutes | Compétition         | Buts | Tour                   | Club            |
| ------ | ---------------- | -------------------------------- | ------------------ | -------- | ------- | ------------------- | ---- | ---------------------- | --------------- |
| 1      | 18 novembre 2015 | Stade de Gerland, Lyon           | Olympique lyonnais | 6 – 0    | 14 min  | Ligue des champions | 0    | 1/8e                   | Atlético Madrid |
| 2      | 25 août 2017     | Stade Nándor Hidegkuti, Budapest | MTK Hungária FC    | 2 – 0    | 90 min  | Ligue des champions | 0    | Phase de qualification | Sporting CP     |
| 3      | 10 août 2018     | Stade Gradski vrt, Osijek        | ŽNK Osijek         | 3 – 0    | 90 min  | Ligue des champions | 0    | Phase de qualification | Sporting CP     |
| 4      | 13 août 2018     | Stade HNK Cibalia, Vinkovci      | ŽFK Dragon 2014    | 0 – 4    | 90 min  | Ligue des champions | 1    | Phase de qualification | Sporting CP     |

### En sélection nationale[6]
Alors au Boavista, l'équipe nationale fait appel à son talent. Elle fait ses débuts en sélection, le 16 août 2010, avec l'équipe des moins de 19 ans, face au Pays de Galles lors d'un match amical. Par la suite elle est régulièrement appelée en sélection U19. Elle finit par être élue capitaine d'équipe lors de la présence historique de l'équipe féminine dans le dernier carré de la compétition européenne des moins de 19 ans, et porte le maillot des lusitaniennes durant 22 rencontres, marquant 2 buts. 
En 2014, elle porte aussi le maillot de la sélection portugaise de Beach Soccer, remportant le 1er Tournoi International de Beach soccer d'Espinho.
Elle obtient sa première "cape" en sélection A, le 21 septembre 2015 lors d'un match face à l'Ukraine (0-2), durant lequel est titulaire avant de céder sa place à la 72e minute à Andreia Silva. 
| Matches officiels de Rita Fontemanha en sélections portugaises | Matches officiels de Rita Fontemanha en sélections portugaises | Matches officiels de Rita Fontemanha en sélections portugaises | Matches officiels de Rita Fontemanha en sélections portugaises | Matches officiels de Rita Fontemanha en sélections portugaises |
| Club                                                           | V.                                                             | N.                                                             | D.                                                             | Buts                                                           |
| -------------------------------------------------------------- | -------------------------------------------------------------- | -------------------------------------------------------------- | -------------------------------------------------------------- | -------------------------------------------------------------- |
| Portugal U19 (22 matchs: 91.67 %) (Incomplet)                  | 9 (40.91 %)                                                    | 5 (22.73 %)                                                    | 8 (36.36 %)                                                    | 2 (100.00 %)                                                   |
| Portugal A (2 matchs: 8.33 %)                                  | 0 (0 %)                                                        | 0 (0 %)                                                        | 2 (100.00 %)                                                   | 0 (0 %)                                                        |
| Total                                                          | 9 (37.50 %)                                                    | 5 (20.83 %)                                                    | 10 (46.67 %)                                                   | 2                                                              |

## Palmarès

### Avec leBoavista FC
- Vainqueur de la Coupe du Portugal : 1 fois — 2012-13.
  - Finaliste de la Coupe : 1 fois — 2009-10
  - Vice-championne du Championnat du Portugal : 1 fois — 2011-12

### Avec l'Atlético Madrid
- Vainqueur de la Coupe d'Espagne : 1 fois — 2015-16.
  - Vice-championne du Championnat d'Espagne : 1 fois — 2014-15

### Avec leSporting CP
- Vainqueur du Championnat du Portugal : 2 fois — 2016-17 et 2017-18
  - Vice-championne du Championnat du Portugal : 2 fois — 2018-19 et 2019-20
- Vainqueur de la Coupe du Portugal : 2 fois — 2016-17 et 2017-18
- Vainqueur de la Supercoupe : 1 fois — 2017
  - Finaliste de la Supercoupe : 1 fois — 2018